# Алепу
Алепу (болг. Алепу с греч. — «лиса», также Лисиче блато с болг. — «Лисье болото») — лагунное болото на болгарском побережье Чёрного моря, расположенное в Бургасской области, в 6,5 км к югу от курортного города Созопол и в 1 км от Чёрного моря.
Длина болота составляет 1 километр (по другим данным 3,3 км), ширина — 320—500 метров. Площадь болота 1,76 км².
В 1986 году территория болота объявлена заповедником и Рамсарским угодьем из-за большого количества редких и охраняемых водоплавающих птиц которые здесь обитают. По этой же причине болото вызывает значительный интерес у местных и зарубежных орнитологов.
В честь болота также названы скалы Алепу в Антарктиде.

## Заповедник
Для защиты местных экосистем, в частности тугайных лесов из дуба, ясеня, вяза, граба, многочисленных популяций кувшинки белой и ряда редких животных, в 1940 году власти создали заповедник Ропотамо, который в 1975 году был признан Рамсарским угодьем. Комплекс Ропотамо включает реку Ропотамо, болота Алепу и Аркутино и несколько небольших охраняемых территорий.
В комплексе обитают благородные олени, лани, косули, кабаны, волки, лисицы и шакалы. Самые крупные хищные птицы — орланы-белохвосты с размахом крыльев более двух метров, а также филин. В Алепу, в частности, обитает вымирающий вид Индийская камышовка.